# Долина джерел у Торках
Доли́на джере́л у То́рках — гідрологічна пам'ятка природи місцевого значення в Україні. Розташована за 2 км на захід від села Кривого Тернопільського району Тернопільської області на околиці хутора Торки.

## Пам'ятка
Оголошена об'єктом природно-заповідного фонду рішенням виконкому Тернопільської обласної ради від 30 серпня 1990 № 189. Перебуває у віданні Кривенської сільради.

## Характеристика
Площа — 3,5 га. Під охороною — десять джерел, що, утворюючи невеликий потічок, живлять річку Золота Липа.